# Dideopsis aegrota
Dideopsis aegrota är en tvåvingeart som först beskrevs av Fabricius 1805.  Dideopsis aegrota ingår i släktet Dideopsis och familjen blomflugor. Inga underarter finns listade i Catalogue of Life.